# Tamboril do Piauí
Tamboril do Piauí este un oraș în Piauí (PI), Brazilia.